# Energija vjetra u Kini
Krajem 2008, količina struje dobivena od energije vjetra u Kini iznosila je 12.2 GW te je Kina prepoznala energiju vjetra kao ključnu komponentu razvoja ekonomije zemlje.  Kina je četvrta u svijetu po proizvodnji energije pomoću vjetra, odmah nakon SAD-a, Njemačke i Španjolske. Zbog svoje velike površine i dugačke obale Kina ima odlične predispozicije za iskorištavanje snage vjetra.
Istraživači s Harvarda i Beijing Tsinghua University-a ustanovili su da bi Kina do 2030. mogla zadovoljiti svoje potrebe za električnom energijom samo pomoću energije vjetra.
Do isteka 2008., najmanje 15 kineskih kompanija i tvrtki proizvodilo je na tržištu vjetroturbine, a nekoliko njih i dijelove za te iste turbine. Kapaciteti turbina od 1.5 MW do 3 MW postali su uobičajeni. Vodeće kompanije za proizvodnju energije pomoću vjetra bile su Goldwind, Dongfang i Sinovel. Kina je također u 2008-oj povećala proizvodnju vjetroturbina malih razmjera do otprilike 80.000 turbina (80 MW). Kroz sav taj razvoj, kineska vjetroindustrija izbjegla je svjetsku financijsku krizu prema tvrdnjama industrijskih promatrača.
Prvobitni cilj za budućnost, zadan od strane kineske vlade, za 2010. godinu bio je 10 GW, ali procjenjuje se da bi do te iste godine ukupni proizvedeni kapacitet za energiju vjetra u Kini mogao doseći 20 GW. Do 2020. godine, Kina cilja povećati kapacitet energije vjetra čak do 100 GW.

## Povijest
Primarni proizvođač vjetroturbina u Kini je Goldwind iz provincije Xinjiang. Osnovan 1988., Goldwind je ubrzano razvijao nove tehnologije i proširivao svoj udio na tržištu, procjenjujući za 35% u 2006. Kako je 55% u vlasništvu države, Goldwind je primarni korisnik (ili užitnik) državnih smjerova koji su zaštitili tržište i povlašteno podržavali uporabu domaćih vjetroturbina.
Od ukupno 80 vjetroelektrani koje trenutno rade u Kini, Kineski Longyuan Electric Power Group Corp., podružnica China Guodian Group Corp., upravlja s 32 vjetroelektrane u Kini. Te 32 vjetroelektrane imaju 952 vjetrenjača koje su zajedno proizvele kapacitet od 780 MW ili otprilike 30% ukupnog kapaciteta vjetro-energije u Kini.
Kineski znanstvenici otkrili su prvu svjestku trajnu Maglev vjetroturbinu na Wind Power Asia Exhibition-u, 28. lipnja 2006. u Pekingu. Kineska kompanija Zhongke Hengyuan Energy Technology uložila je 400 milijuna kineskih Jena za izgradnju baze vjetroturbinskih generatora Maglev, čija je izgradnja započela u studenom 2007. Kompanija očekuje 1.6 bilijuna Jena godišnje od generatora.
Prema izvještajima China International Wind Energy Exhibition-a za 2007. godinu, održanog u travnju 2007. u Shangai New International Exhibition Center-u, do 2010. godine, 5% energetskih potreba Šangaja dobivat će se od snage vjetra. Prva šangajska domaće proizvedena vjetroelektrana bit će u Lingang New Town-u; 7 MW vjetroelektrana počet će proizvoditi struju početkom 2008. godine te će struja proizvedena na toj vjetroelektrani biti spojena na Huadong Eastern China Power Grid. Kroz par proteklih godina u Šangaju su se napravile nove vjetroelektrane, uključujući Nanhui Wind Farm, Quinjian Bay Wind Farm te Chongming Dongtan (Eastern Beaches) Wind Farm. Zajedno te tri vjetroelektrane imaju 18 vjetrenjača s ukupno 24.4 MW učinka.
U 2006, Shangai Power Company kupila je 64.485 milijuna kW-h zelene energije (primarno od vjetroelektrani), međutim količina obnovljive energije koja je bila pretplaćena kod potrošača Shangai Power Company-je je bila samo 23% od toga. U 2006. postojalo je samo 6.482 kućanstva u Šangaju koji su se pretplatili za obnovljivu energiju, djelomično zbog toga što je cijena vjetro-energije 0.53 Yuan/kW·h viša od energije koja se proizvodi u elektranama na ugljen; u 2007. ukupni dobitak vjetroelektrani u Šangaju će doseći 100 milijuna kW·h, što je dovoljno za napajanje 120.000 kućanstava. Premda su postojala 22 subjekta koja su kupila obnovljivu energiju u Šangaju, te uz iznimku što je 1/3 bila državno vlasništvo, ostatak je bio strani ulog. Gradsko poglavarstvo Šangaja nije kupilo nikakvu obnovljivu energiju. Od najvećih deset korisnika struje u Šangaju samo je Bao Steel kupio obnovljivu energiju; u 2006, Bao Steel sklopio je ugovor za kupnju 1.2 milijuna kW·h tokom tri godine.
China National Offshore Oil Corporation (CNOOC), s ciljem da promijeni posao s naftom i plinom, tražit će međunarodne kompanije koje se zanimaju za suradnju s njima u svrhu razvoja vjetroelektrana na pučini, rekao je predsjednik CNNOOC-a Fu Chengyu na konferenciji u provinciji Hainan u travnju 2007.
Najbliža vjetroelektrana kineskom glavnom gradu je Guanting, oko 90 minuta vožnje od centra grada blizu Badaling dijela Kineskog Zida. Iako je mala - samo 47 vjetroturbina, određeno je da će se povećati do 100 turbina sljedeće godine.

## Pučinskivjetar
Izgradnja prve vjetroelektrane na pučini u Kini započela je u travnju 2009., blizu Shangai Dongdaqiao-a. Završetak radova zakazan je za kraj 2009 te uz to pružanje struje za 2010. Shangai Expo. Elektrana će se sastojati od 34 turbine, svaka kapaciteta 3 MW.

## Buduće vjetroelektrane
Gansu vjetroelektrana predlagana za zapadnu Gansu provinciju jedna je od šest nacionalnih mega-projekata odobrena od strane kineske vlade. Očekuje se porast do 20.000 MW do 2020., te se cijena procjenjuje na 120 bilijuna kineskih jena ($17.5 bilijuna dolara). U 2008., započeti su radovi na 750 kV AC strujovodima za prijenos struje iz vjetroelektrana.

## Kontroverzija
Rastuća penetracija snage vjetra je pogoršala probleme dostave pouzdane struje korisnicima. "Zbog toga što je energija vjetra nestabilna, ona je zagađivač i utječe na sigurnost strujne mreže", rekao je Hu Xueha, zamjenik China Power Grid Research Instituta. Nadalje, kapacitet prijenosa mreže nije ostao u koraku s porastom kineskih vjetroelektrana. Sudeći po nedavnim podacima China Power Union-a, samo je 72% (8.94 GW) ukupnog kapaciteta kineskih vjetroelektrana bilo spojeno na mrežu. 
Dodatno, povećanje tog kapaciteta znači također i povećanje korištenja ugljena, da pruža struju kad nema vjetra. "Kina će trebati dodati značajnu količinu struje pogonjene na ugljen do 2020 u koraku sa svojom rastućom ekonomijom te je ideja pružiti kapacitet prije nego što je potrebno da bi se poboljšao prijenos snage vjetra", rekao je Shi Pengfei, dopredsjednik Chinese Wind Power Association-a.

## Vanjske poveznice
- Chinese Wind Energy Association (Na kineskom jeziku)
- China Wind Systems Announces Completion of Large Scale Manufacturing Facility for Wind Components
- China wind power report 2007 (Greenpeace China)  Arhivirana inačica izvorne stranice od 7. ožujka 2008. (Wayback Machine)
- China wind power capacity growing  Arhivirana inačica izvorne stranice od 3. veljače 2009. (Wayback Machine)
- China Wind Systems Begins Producing Forged Products at New Facility  Arhivirana inačica izvorne stranice od 22. ožujka 2012. (Wayback Machine)
- China Outlines Clean Power Blueprint